# Монешки окръг
Монешки окръг (на полски: Powiat moniecki) е окръг в Подляско войводство, Североизточна Полша. Заема площ от 1381,79 km2.
Административен център е град Монки.

## География
Окръгът се намира в историческата област Подлясия. Разположен е централната част на войводството.

## Население
Населението на окръга възлиза на 42 745 души (2012 г.). Гъстотата е 31 души/km2.

## Административно деление
Административно окръгът е разделен на 7 общини.
Градско-селски общини:
- Община Гоньондз
- Община Книшин
- Община Монки

Селски общини:
- Община Крипно
- Община Тъшчяне
- Община Яшвили
- Община Яшьоновка

## Фотогалерия
- Монки
- Книшин
- Гоньондз